# Paretroplus polyactis
Paretroplus polyactis är en fiskart som beskrevs av Bleeker, 1878. Paretroplus polyactis ingår i släktet Paretroplus och familjen Cichlidae. IUCN kategoriserar arten globalt som sårbar. Inga underarter finns listade i Catalogue of Life.